# هليو أندريه
هليو أندريه هو لاعب كرة قدم أنغولي في مركز الهجوم، ولد في 3 ديسمبر 1992 في أنغولا. لعب مع نادي روتشديل.

## وصلات خارجية
- هليو أندريه على موقع قاعدة بيانات كرة القدم.إي يو (الإنجليزية)
- هليو أندريه على موقع Soccerbase.com (لاعب) (الإنجليزية)
- هليو أندريه على موقع Soccerway.com (الإنجليزية)